# Drăganu
Drăganu est une commune roumaine située dans le județ d'Argeș.